# Национална фондация за наука
Националната фондация за наука (на английски: The National Science Foundation) е американска правителствена агенция, която подкрепя фундаменталните изследвания и образованието във всички научни и инженерни специалности, с изключение на медицината. Медицинската му разновидност е Националният институт за здраве. През фискалната 2012 година бюджетът му е 7 млрд. долара и той финансира около 20% от всички фундаментални изследвания, направени с федерална подкрепа и провеждани от американски колежи и университети. В някои области като математиката, компютърните науки, икономиката и социалните науки НФН е основният източник на федерална помощ.
Директорът на НФН, заместник-директорът, както и 24-те члена на НФН, се назначават от Президента на САЩ, като това се потвърждава от Сената на САЩ. Директорът и заместникът му са отговорни за администрацията, планирането, бюджета и ежедневните операции на фондацията, а членовете се съвещават шест пъти в годината, с цел планиране на обща политика. През март 2014 г. бившият президент на университета Пърдю, Франс А. Кордоба, е назначен за директор на НФН.